# Establés
Establés es un municipio y localidad española de la provincia de Guadalajara, en la comunidad autónoma de Castilla-La Mancha. El término municipal, que incluye a la pedanía de Anchuela del Campo, tiene una población de 34 habitantes (INE 2024).

## Historia
Su importancia estratégica, situada en un camino natural que asciende desde Aragón, a través del río Mesa, hacia el centro del Señorío de Molina, hizo que ya en los comienzos de la repoblación del territorio, hacia el siglo XII en su primera mitad, se colocara en la parte más alta del valle un torreón de vigía, y a sus pies el pueblo, entonces humilde, que progresivamente fue creciendo en habitantes y valor. Ese torreón era una de las primitivas fortalezas defensivas del independiente señorío (primero los Lara y luego los monarcas castellanos). En 1432, Álvaro de Luna, como canciller del rey Juan II, ordenó que el castillo de Establés fuera reparado.
En ese mismo siglo XV, cambió bruscamente el destino histórico del pueblo, al ser violentamente conquistado por Gastón de la Cerda, conde de Medinaceli, en cuya casa y territorio quedó incluido este lugar y otros cercanos. El Común de Villa y Tierra de Molina solicitó repetidas veces de sus señores, los Reyes Católicos, que les fuera devuelto el lugar y castillo de Establés. Siendo su alcaide, por los Medinaceli, Pedro de Zurita, éste se negó a obedecer las órdenes reales, y los monarcas se vieron obligados a utilizar la fuerza enviando como alcalde ejecutivo a Diego de Riaño. En 1481, y tras ciertas escaramuzas guerreras entre las gentes del Común de Molina, capitaneadas por su regidor Luis Fernández de Alcocer, y el entonces alcaide Sancho Díaz de Zurita, Establés pasó de nuevo a ser del Común molinés, donde prosiguió durante siglos.
Hacia mediados del siglo XIX, el lugar tenía contabilizada una población de 492 habitantes. La localidad aparece descrita en el séptimo volumen del Diccionario geográfico-estadístico-histórico de España y sus posesiones de Ultramar de Pascual Madoz de la siguiente manera:

ESTABLES: l. con ayunt. en la prov. de Guadalajara (18 leg), part. jud. de Molina (4), aud. terr. de Madrid (28), c. g. de Castilla la Nueva, dióc. de Sigüenza: sit. á la falda de un cerro que le resguarda del N. y bien ventilado por las demas direcciones, su clima es frio y las enfermedades mas comunes catarrales y dolores de costado: tiene 70 casas distribuidas en 2 barrios separados por una pequeña pradera; un ant. cast. del que solo se conservan las paredes forales y 3 tambores; casa de ayunt. que sirve de cárcel; escuela de instruccion primaria, concurrida por 70 alumnos de ambos sexos, á cargo de un maestro dotado con 3 celemines de trigo por cada vec. y media fan. por discípulo; 5 pazos de buenas aguas de los que se provee el vecindario para beber y demas usos domésticos; un abrevadero para los ganados de labor; una igl. parr. (la Asuncion de Ntra. Sra.) servida por un cura de provision real y ordinaria previo concurso: Confina el térm. N. Anchuela, sirviendo de linea divisoria el r. Mesa; E. Concha; S. la sierra, y O. Torrecilla de Palmaces: dentro de él se encuentran varias fuentes de buenas aguas; un campo llamado Hoya del Cid por haber apampado alli aquel ilustre guerrero; el desp. de Torrecilla de Palmaces en el que aun se conserva un paredón de su torre; una ermita (Sta. Ana.) á unos 600 pasos del pueblo, otra con el titulo de la Soledad, á igual dist.; otra dedicada á San Juan Evangelista, dist. una leg. á la parte de la sierra; al rededor de esta ermita se notan vestigios de pobl. y á corta dist. de la misma se hallan los desp. de Castillejos y Castil-blanco, donde tambien hay escombros y restos de cimientos: el terreno es quebrado, áspero y de secano, comprede una deh. poblada de roble, sabina, enebros y otras matas y en la sierra se encuentra monte de marojos, estepas, brezos y otros arbustos. caminos: los locales, de herradura, los de la misma clase que dirigen á Calatayud, Sigüenza y otros puntos, estos en regular estado, y la ant. carretera de Madrid á Zaragoza, muy deteriorada. correo se recibe y despacha, lunes y jueves, en la adm. de Molina por un cartero. prod.: trigo, centeno, cebada, avena, yeros, guisantes, algunas otras legumbres y patatas: se cria ganado lanar churro y merino, cabrio, mular, asnal y de cerda para el consumo de los hab.; hay caza de conejos, liebres, perdices, algunos jabalíes y ciervos; en el Mesa se pescan barbos y truchas muy finas. ind.: la agrícola, algunos de los oficios y artes mecánicas mas indispensables, 2 molinos harineros y varios vecinos emigran en los inviernos á las Andalucías, y se dedican unos á la guarda de ganados, y otros á trabajar en los molinos de aceite. comercio: esportacion de frutos sobrantes, algun ganado y lana é importacion de los artículos que faltan, hay una tienda de abaceria. pobl.: 124 vec. 492 alm. cap. prod.: 1 999 091 rs. imp.: 142 900. contr. 6135 rs. 22 mrs. presupuesto municipal: 1300 rs., se cubre con los productos de propios y reparto vecinal.
(Madoz, 1847, p. 586)

## Demografía
Establés cuenta con una población de 34 habitantes (INE 2024).
| Gráfica de evolución demográfica de Establés entre 1842 y 2021 |
| |
| Población de derecho según los censos de población del INE Población de hecho según los censos de población del INEEntre el censo de 1981 y el anterior, crece el término del municipio porque incorpora a Anchuela del Campo |

## Patrimonio

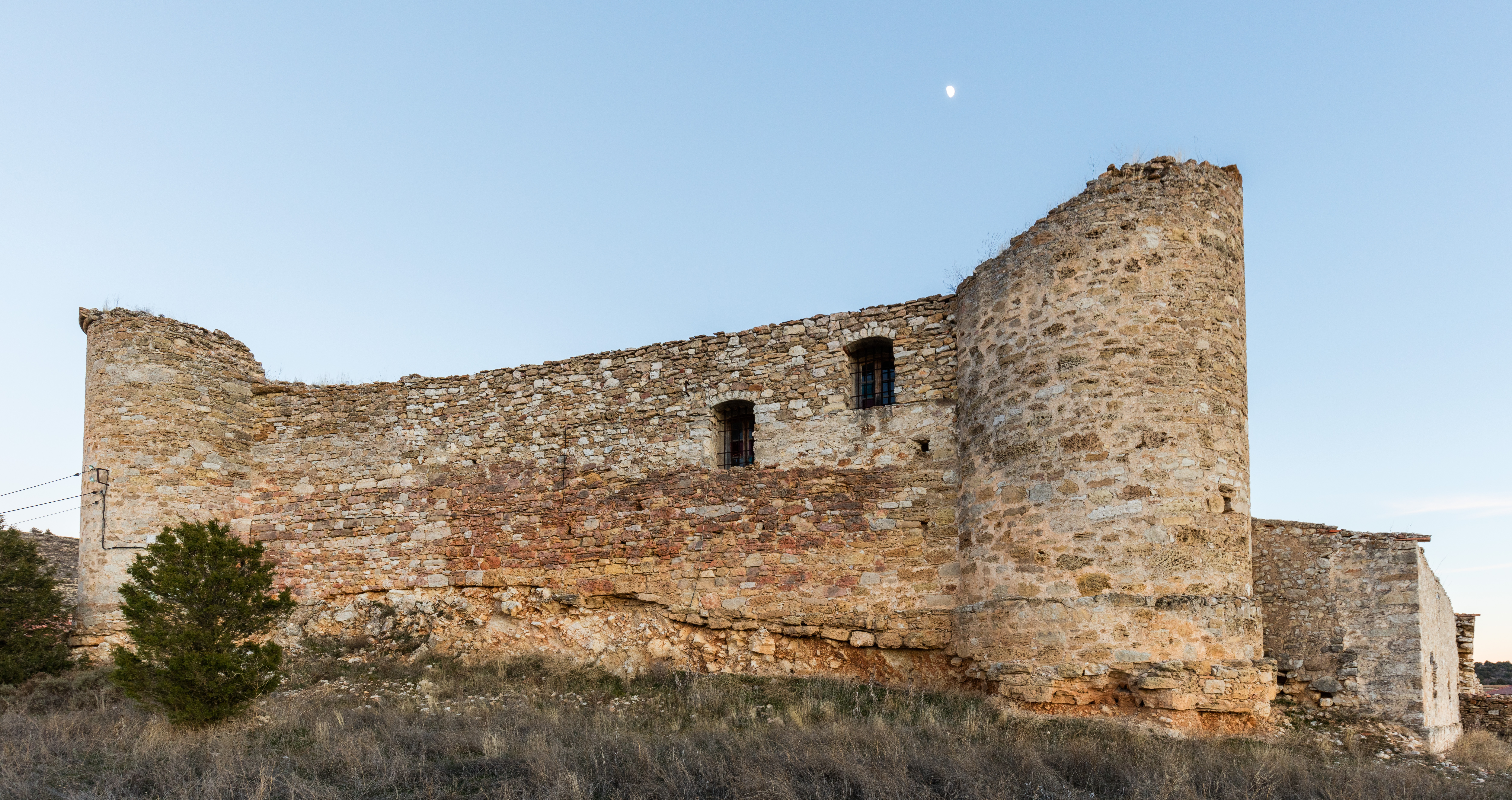
Castillo de Malasombra en Establés.

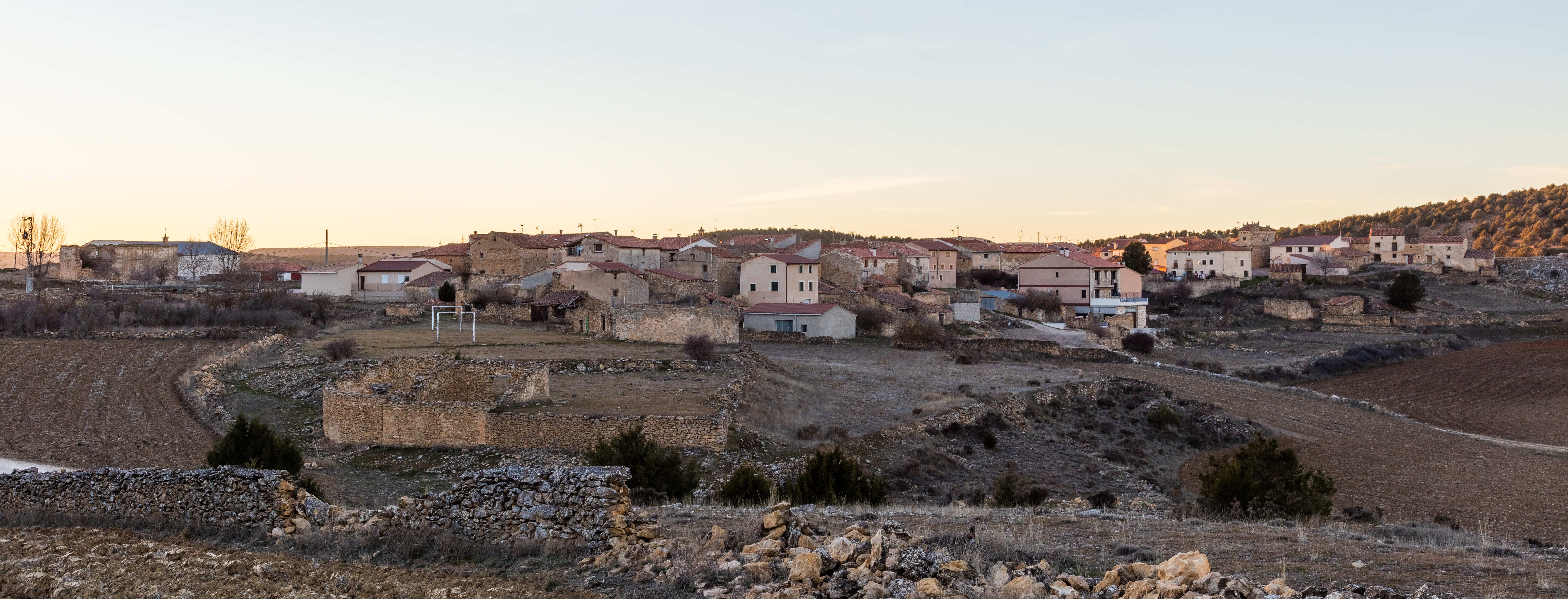
Vista de Anchuela del Campo, pedanía de Establés.

Destaca sobre su caserío el castillo medieval, que fue construido, tal cual hoy se ve, por orden de su señor el conde de Medinaceli, en 1450. Fue encargado de la erección de la fortaleza un tal Gabriel de Ureña, que utilizó su crueldad para conseguir baratos los materiales (piedras, vigas, etc.) y de ahí que el recuerdo de sus malos modos quedara desde entonces grabado en los naturales del pueblo, que estos todavía denominan «castillo de la mala sombra» al que preside la silueta de su pueblo. Es fortificación típica de su época, constando de fuertes muros que establecen una planta cuadrada, rematando sus esquinas con cubos semicirculares, siendo el torreón de su punto sur el más fuerte de ellos. La entrada, escoltada, de torre y garitón, la tiene al nordeste. El interior está vacío, aunque ahora habilitado para vivienda por sus actuales propietarios.
También es de destacar en Establés, además del interesante conjunto de sus construcciones de arquitectura popular, que en la plaza Mayor adquieren un tono variado y muy atractivo, la iglesia parroquial, obra del siglo XVI, de grandes proporciones, bella espadaña manierista a los pies, y amplio interior con buenos retablos renacentistas y barrocos. Asimismo, en la plaza destaca una casa noble edificada en piedra, con algunos escudos y restos decorativos platerescos.
En el término de Establés son mencionables, la llamada «torrecilla» que se encuentra casi entera, y es muestra de las fortificaciones que en estos terrenos puso el Señorío de Molina por su cercana frontera con Aragón y el Común y señorío de Medinaceli; y la torre o despoblado de Chilluentes, que hace de límite con el término de Concha, y que permite contemplar, en medio de alto y estrecho valle, ya en los pies de la sierra de Aragoncillo, una gran torre defensiva levantada en el siglo XII, con cinco pisos de altura, de la que sólo restan dos de sus muros, así como una pequeña iglesia románica, -la parroquial de aquel antiguo pueblo de Chilluentes que quedó despoblado en el siglo XVII- dedicada a San Vicente, y que entre sus muros encierra una pila románica, mostrando su ábside semicircular con ventanal central, aspillerado, decorado con sencillos elementos geométricos y helioformes.
A escasos kilómetros se encuentra Anchuela del Campo, pueblo que es pedanía de Establés, también con interesante iglesia y caserío y con el atractivo natural de la garganta del río Mesa.

## Personas notables
- Benigno Bolaños, periodista y director de El Correo Español de Madrid, que escribió numerosísimos artículos, en el siglo XIX con el seudónimo de «Eneas».

## Fiestas
Celebra Establés sus fiestas patronales, cada año más animadas, en la mitad de agosto, en honor de la Asunción de la Virgen María. Actos recreativos, culturales, deportivos y gastronómicos forman unas jornadas de grata convivencia para sus vecinos, los hijos emigrados que entonces vuelven, y los forasteros que quieran visitar la localidad en esos días.